# Dikroizam
Dikroizam (prema grč. δίχροος: dvobojan) je svojstvo nekih kristala da različito upijaju (apsorbiraju) svjetlost koja titra u različitim ravninama, pa time stvaraju polariziranu svjetlost. Ponekad polarizacija svjetlosti ovisi o valnoj duljini pa se različito polarizirana svjetlost pojavljuje u različitim bojama. Kada se gleda u smjeru optičke osi, takav je kristal jedne boje, a druge je boje pod drugim kutovima. Dikroizam se javlja kod nekih optički jednoosnih kristala (na primjer turmalin), dok se kod optički dvoosnih javlja trikroizam (na primjer kordierit). Zajedničkim imenom obje se pojave nazivaju pleokroizam, ali je naziv dikroizam tradicionalno uvriježen pa se i kordierit, kod kojega se pojavljuje trikroizam, naziva i diktroit. Dichroic glass

## Polarizacija svjetlosti pomoću kristala
Pojave interferencije i ogiba (difrakcije) svjetlosti potvrđuju da je svjetlost valovite prirode. Međutim, iz njih se ne dobiva odgovor da li je svjetlost longitudinalno ili transverzalno valovito gibanje. Na to pitanje daje odgovor polarizacija svjetlosti. 
Uzmimo dvije pločice kristala turmalina koje su brušene paralelno s glavnom kristalnom osi. Svaka pločica za sebe propušta svjetlost kako je god postavimo. Postavimo li obje pločice turmalina jednu prema drugoj, prozirnost će ovisiti o njihovu međusobnom položaju. Svjetlost će najjače prolaziti kada su kristalne osi obiju pločica međusobno paralelne. Zakretanjem jedne pločice prema drugoj prolazit će sve manje svjetlosti, a kod okomitog položaja obiju kristalnih osi ploče će biti neprozirne. Iz toga izlazi da prva pločica mijenja svojstva zrake svjetlosti koja kroz nju prolazi tako da zraka svjetlosti ima različita svojstva u smjerovima okomitim na zraku svjetlosti. Tu pojavu nazivamo polarizacijom svjetlosti. 
Iz pojave polarizacije svjetlosti nužno izlazi da su valovi svjetlosti transverzalni, to jest da se titranje zbiva okomito na smjer širenja zrake svjetlosti. Kod longitudinalnih valova, na primjer kod valova zvuka ne može u zraku biti nikakve razlike u bilo kojem smjeru, okomitom na smjer širenja zvuka. U prirodnoj svjetlosti titraji su okomiti na smjer širenja, to jest na zraci u različitim ravninama. Zato takvu svjetlost zovemo nepolarizirana svjetlost. 
Turmalinsku pločicu možemo zamisliti kao neku mehaničku mrežicu koja od svih titraja propušta samo onu komponentu koja leži u izvjesnoj ravnini. Takva se svjetlost kod koje se titranje zbiva samo u jednoj ravnini zove se polarizana svjetlost. Naprava (u našem slučaju prva pločica), koja prirodnu svjetlost pretvara u polariziranu, zove se polarizator. Kako je svjetlost koja je izašla iz turmalinske pločice polarizirana, to će ona proći kroz drugu pločicu samo onda ako su im kristalne osi paralelne. Kod okomitih osi svjetlost neće moći proći, i pločice će biti neprozirne. Kod ostalih položaja pločica, to jest kod zakreta za bilo koji kut manji od 90°, prolazit će samo jedan mali dio, to jest jedna komponenta polarizirane svjetlosti. Druga pločica koja je isto polarizator pomoću koje možemo odrediti da li je svjetlost polarizirana ili nije zove se analizator. 
Iz dosadašnjeg razmatranja možemo reći da je polarizacija svjetlosti titranje svjetlosti samo u jednoj ravnini koja se zove ravnina titranja. To je linearno polarizirana svjetlost. Ravnina položena kroz zraku okomito na ravninu titranja zove se ravnina polarizacije. Polarizacija svjetlosti kod prolaza kroz turmalin i druge kristale tumači se rasporedom molekula u kristalu koji propuštaju titraje samo u jednoj ravnini.

## Poveznice
- Pleokroizam